# 长叶枹栎
长叶枹栎（学名：Quercus monnula）为壳斗科栎属的植物，为中国的特有植物。分布于中国大陆的四川等地，目前尚未由人工引种栽培。